# بيدوندر (لالة زار)
بيدوندر (بالفارسية: بیدوندر) هي قرية تقع في إيران في ناحية لاله زار.